# Neuheiligenthal
Neuheiligenthal ist ein Gemeindeteil der Gemeinde Schwanfeld im unterfränkischen Landkreis Schweinfurt in Bayern. Der Ort liegt in der Gemarkung Schwanfeld.

## Geografische Lage
Der Weiler liegt auf freier Flur an einem namenlosen linken Zufluss des Heiligenthalgrabens. Ein Anliegerweg führt an Heiligenthal vorbei nach Schwanfeld zur Staatsstraße 2270 (2 km östlich).

## Geschichte
Der Ort wurde um 1950 auf dem Gemeindegebiet von Schwanfeld gegründet. Auf einer topographischen Karte des Jahres 1963 wird der Ort erstmals als Neuheiligenthal verzeichnet. In den Amtlichen Ortsverzeichnissen für Bayern wurde der Ort nicht aufgelistet.